# Château du Landskron
Pour les articles homonymes, voir Landskron (homonymie).
Le château du Landskron se trouve sur une colline du Sundgau à Leymen, Haut-Rhin, Grand Est, France, à quelques pas de Hofstetten-Flüh en Suisse.
Il fait l’objet d’un classement au titre des monuments historiques depuis le 28 mai 1923. Ses ruines ont été rendues accessibles et présentent du haut de son donjon historique un panorama franco-suisse des environs.

## Historique
Construit avant 1297, le château du Landskron, situé à quelques mètres de la frontière avec la Suisse avait une position stratégique très importante, car il permettait le contrôle du Sundgau oriental, du coude du Rhin et de la ville de Bâle. Dès cette époque des rivalités au sujet des droits de propriété sur le château ont été rapportées. Tout comme les châteaux de Ferrette et de Morimont, le château du Landskron passe sous possession des Habsbourg et son histoire se confond avec l'Autriche antérieure.
En 1462, le château est donné en bailliage aux seigneurs Reich de Reichenstein qui l'agrandissent et le transforment en forteresse en 1516 afin de l'adapter aux armes à feu.
Le 24 octobre 1648, par les traités de Westphalie et de Münster qui mettent fin à la guerre de Trente Ans, les terres et seigneuries des Habsbourg, en Alsace, passent aux mains du roi de France. Après 1665 Vauban a été chargé de restructurer la forteresse, alors que les autres châteaux forts alsaciens étaient voués à l'abandon, l'arasement sinon à la destruction, à l'exception des châteaux de Lichtenberg et de Lützelstein. Vauban y effectue d'importants travaux de fortification qui y accueille, désormais, une garnison militaire. Concurrencé par les places fortes de Huningue et de Neuf-Brisach, il est également utilisé à partir des années 1690 en tant que prison d'État. Les quelques prisonniers qui y ont été enfermés, jusqu'à la Révolution française, étaient en majorité des prisonniers incarcérés par lettres de cachet et des prisonniers politiques.
En décembre 1813, au début de la campagne de France et à la fin des guerres du Premier Empire, le château est détruit par les Autrichiens et les Bavarois à l'exception du donjon qui fut sauvé grâce à l'action du curé de Hagenthal-le-Bas qui réussit à convaincre le général de Wrede, chargé de démanteler la forteresse d'épargner le donjon en témoignage de sa victoire. Toutefois depuis cette date le château du Landskron est en ruine.
Dans les années 1970, les propriétaires de l’époque y ont implanté une colonie de singes. Depuis 1984 le château du Landskron appartient à l'association binationale franco-suisse Pro-Landskron, et a été partiellement rénové en 1996. D’autres travaux de restauration sont prévus.

## Description
Une caractéristique particulière du château du Landskron est son donjon qui est une grande tour rectangulaire.
À l'arrière de la porte d'entrée, on trouve une herse qui permet de condamner le passage et du fait de sa position bloquer le vantail de la porte.

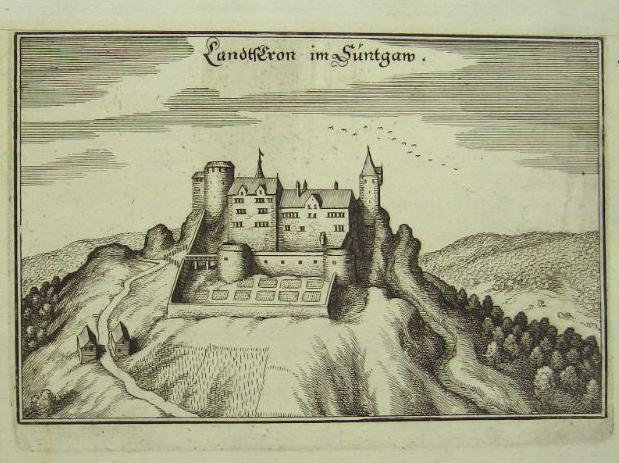
Le château du Landskron vers 1640, gravure sur cuivre.
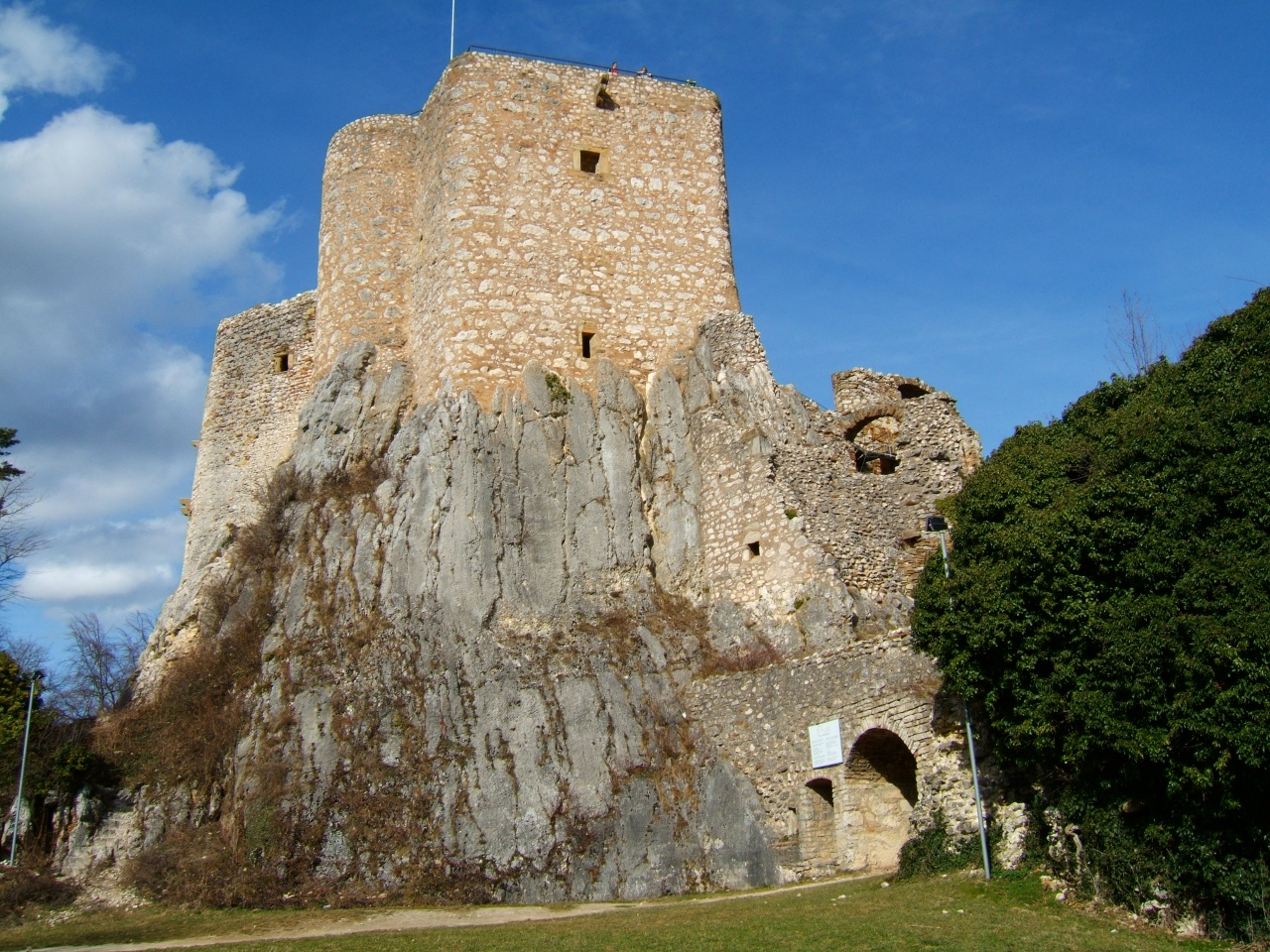
Le donjon.
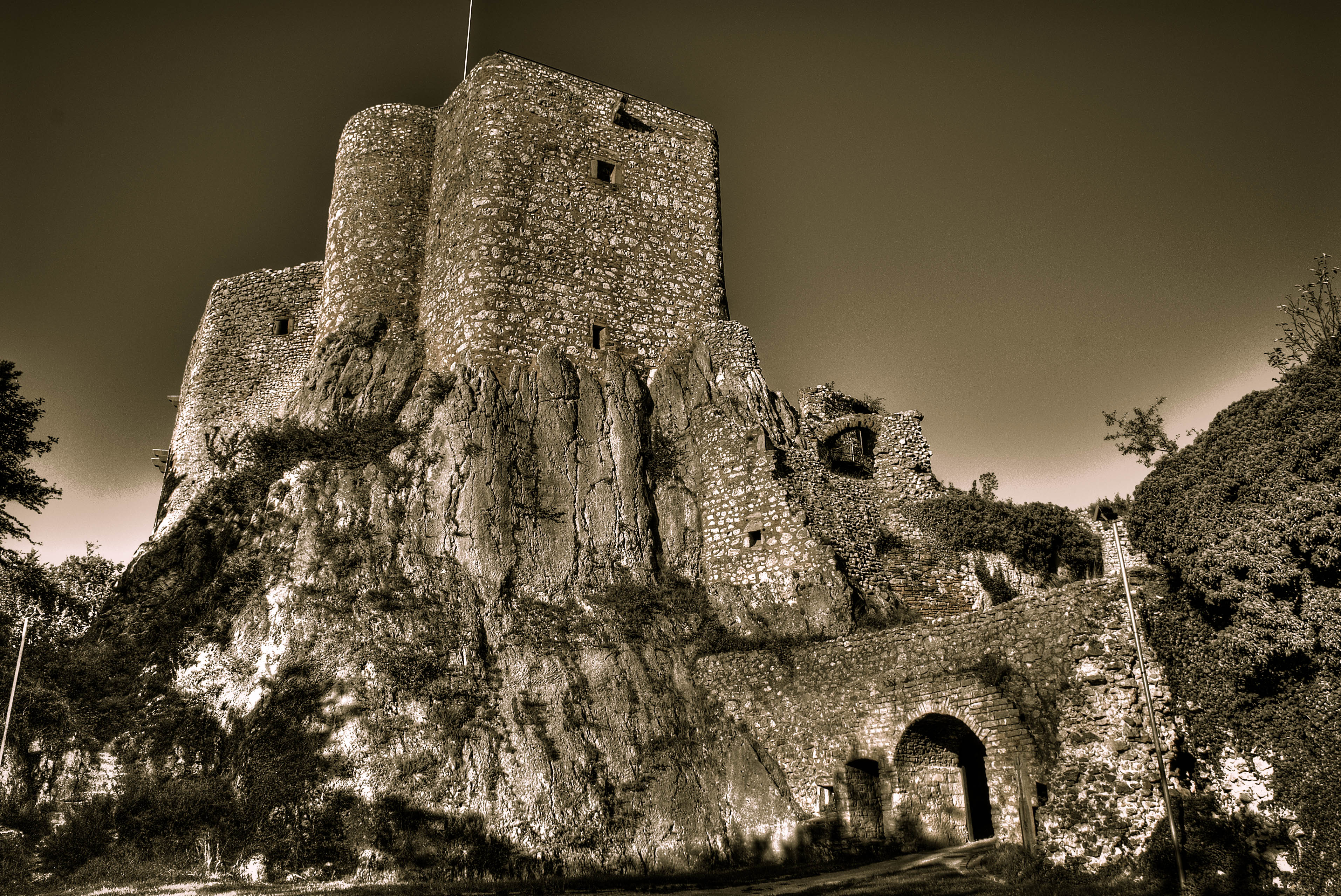
Ruines du château du Landskron.
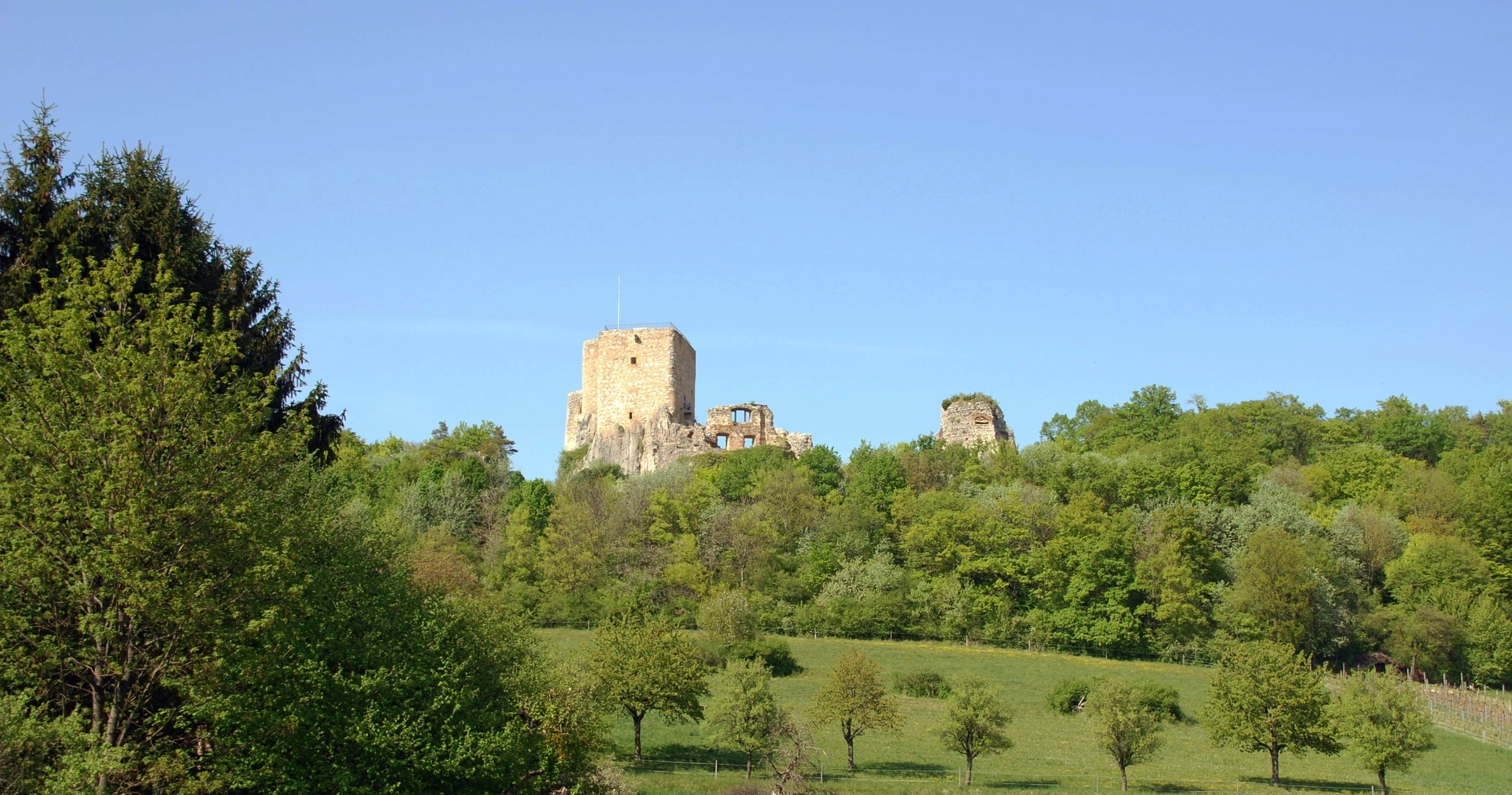
Ruines du château du Landskron et le donjon.
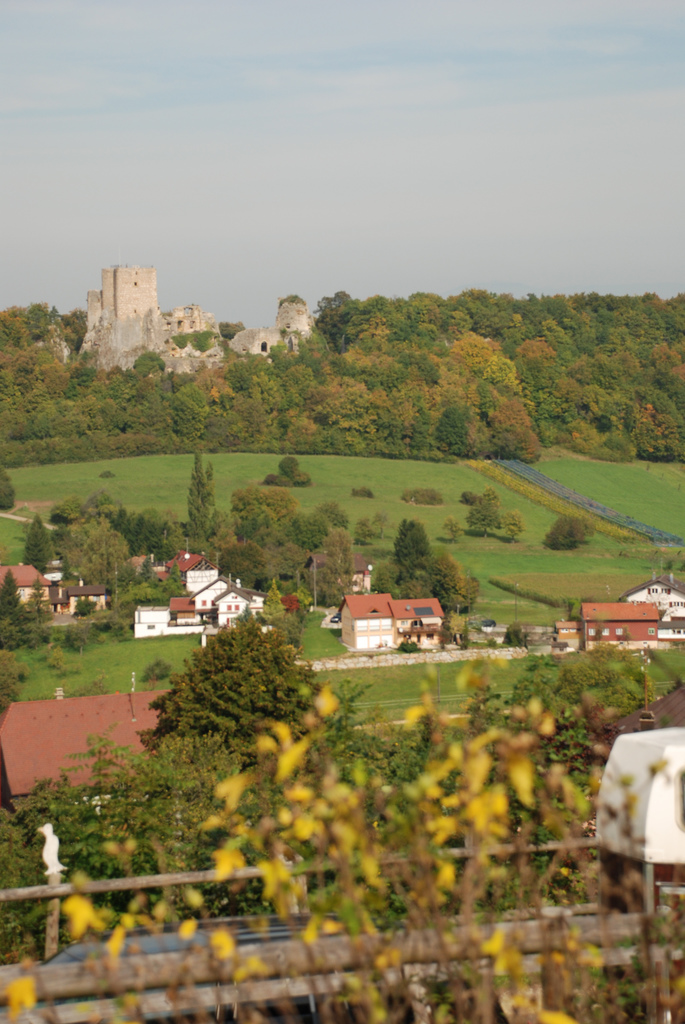
Le château dominant le village.